# Solsken i det blå rummet
Solsken i det blå rummet (danska: Solskin i den blå stue. Helga Ancher ved strikketøjet i bedstemoders stue) är en oljemålning från 1891 av den danska Skagenmålaren Anna Ancher. Den tillhör Skagens Museum. 
Målningen föreställer Anna och Michael Anchers dotter Helga Ancher som sitter och virkar i det blå rummet på Brøndums Hotel i Skagen. Hotellet tillhörde Anna Anchers familj, hon var själv född Brøndum och i det blå rummet bodde hennes mor. I målningens övre vänstra hörn finns en bild på Jungfru Maria som har blicken riktad mot flickan. 

## Andra målningar av Anna Ancher från blå rummet

Portræt af Ane Hedvig Brøndum (1893), Skagens Museum.
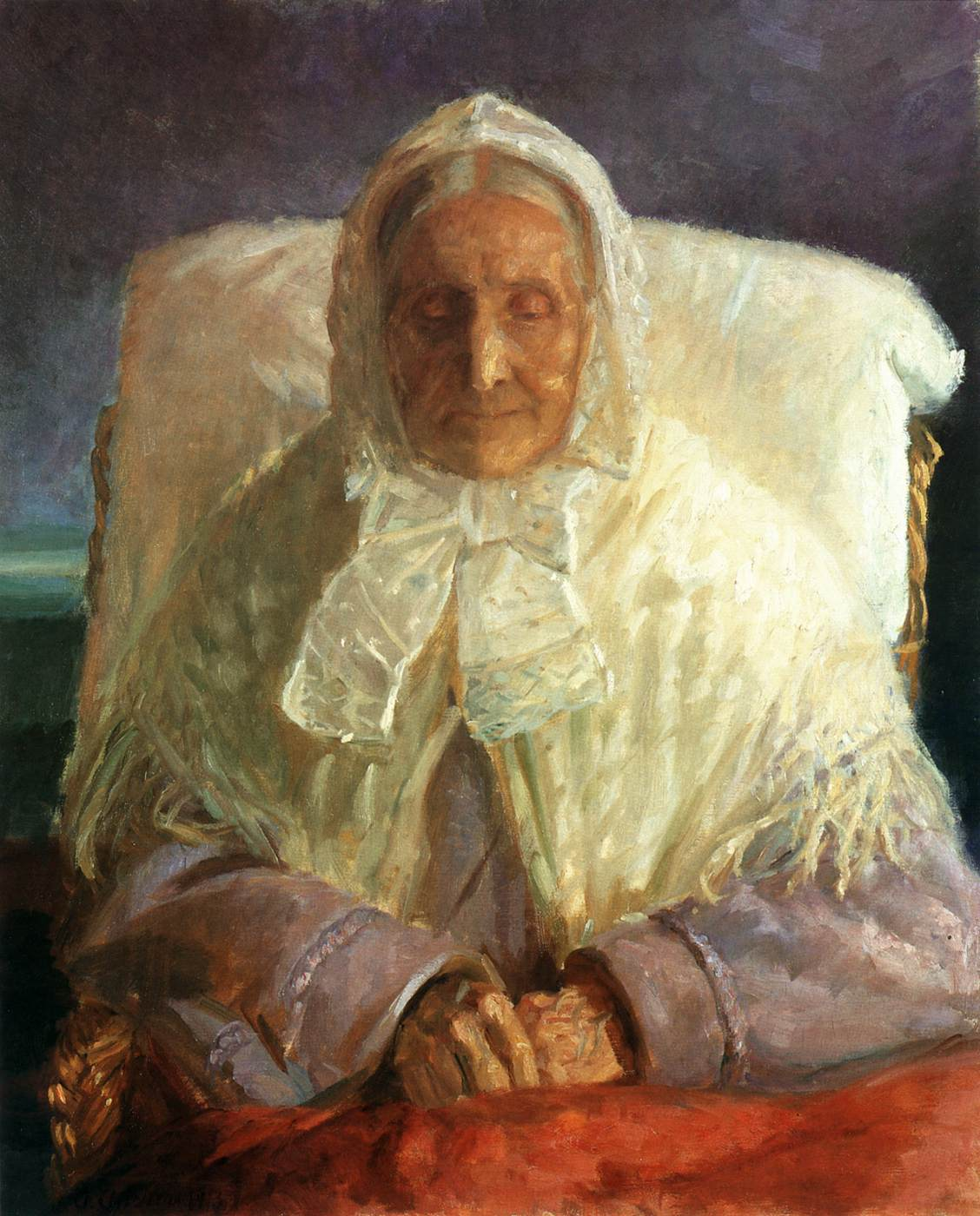
Portræt af mor (1913), Skagens Museum.

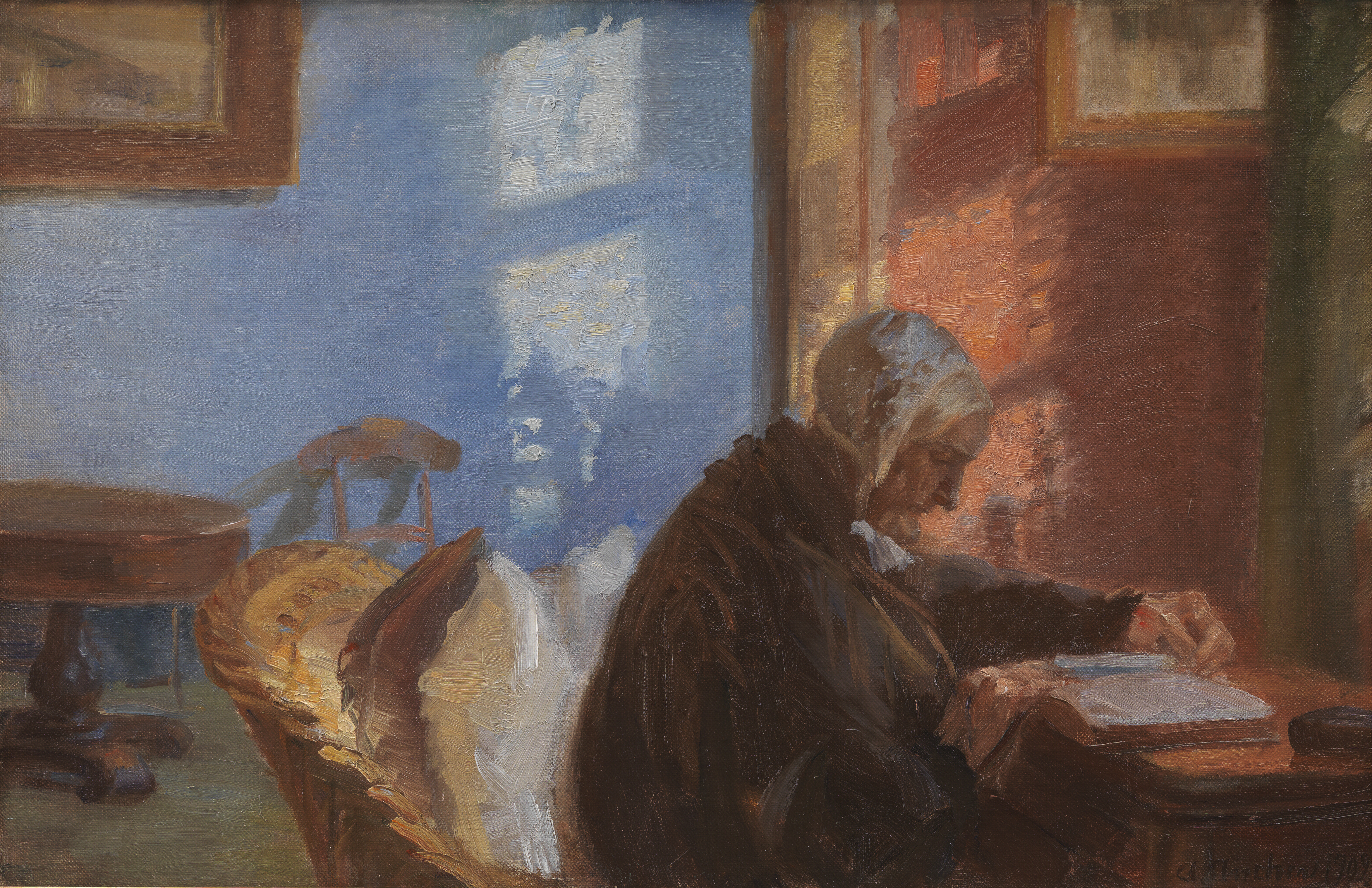
Konstnärens mor Ane Hedvig Brøndum i det röda rummet (1909), Statens Museum for Kunst.